# Dario Fo
Dario Fo (24 tháng 3 năm 1926 – 13 tháng 10 năm 2016) là nhà viết kịch, đạo diễn, họa sĩ sân khấu, họa sĩ Ý đoạt giải Nobel Văn học năm 1997.

## Tiểu sử
Dario Fo sinh ra tại thị trấn San Giano bên bờ hồ Maggiore, tỉnh Varese. Khi còn nhỏ, ông phải theo bố di chuyển chỗ ở từ thành phố này tới thành phố khác, học các trường khác nhau trong vùng. Năm 1940 D. Fo học tại Viện Hàn lâm Nghệ thuật Brera ở Milano, sau Chiến tranh thế giới thứ hai theo học kiến trúc tại đại học bách khoa, nhưng bỏ dở, bắt đầu quan tâm tới việc thiết kế sân khấu và ứng tác các vở kịch độc thoại đồng thời ngốn ngấu đọc sách: Antonio Gramsci và Karl Marx bên cạnh các tiểu thuyết Mỹ, dịch các tác phẩm của Bertolt Brecht, Vladimir Vladimirovich Mayakovsky và Federico García Lorca sang tiếng Ý.
Trong những năm sau chiến tranh, nền sân khấu của Ý trải qua một cuộc cách mạng với hiện tượng hình thành các "nhà hát nhỏ" đóng một vai trò quan trọng trong việc phát triển ý tưởng sân khấu bình dân. Thời kì 1945 - 1951, Fo làm nghề trang trí sân khấu, mùa hè 1950, ông gặp Franco Parenti và nhận vai hề câm trong ban kịch của ông này. Dario Fo bắt đầu trình diễn các vở kịch độc thoại của mình khá thành công. Mùa hè năm 1954 ông kết hôn với nữ diễn viên Franca Rame, người từ đó thường xuyên thủ vai chính trong các vở kịch của ông. Năm 1957 họ lập đoàn kịch Fo - Rame.
Ngoài viết kịch, Dario Fo còn làm diễn viên, đạo diễn, họa sĩ thiết kế sân khấu, hóa trang, đôi khi soạn cả nhạc. Franca vừa là đồng tác giả nhiều vở kịch của chồng, vừa là nữ diễn viên chính và chịu trách nhiệm quản lý. Ngoài ra Fo còn viết kịch bản phim truyền hình và cùng vợ tham gia tích cực các hoạt động chính trị, xã hội. Năm 1969, họ từ bỏ hình thức sân khấu truyền thống, lập đoàn kịch La Comune, diễn kịch cho quần chúng ở công viên, nhà máy, sân vận động... và lưu diễn hơn bảy chục nước trên thế giới. Cho đến đầu thập niên 1990, Dario Fo đã sáng tác trên 40 vở kịch đã và đang được công diễn ở gần 50 nước. Năm 1997, Dario Fo được trao giải Nobel vì những tác phẩm và hoạt động sân khấu "phê phán quyền lực và uy tín, bảo vệ nhân phẩm của những người bị áp bức".

## Một số vở kịch
- Gli arcangeli non giocano a flipper (Các thiên sứ không chơi pinball, 1959), kịch
- Aveva due pistole con gli occhi bianchi e neri  (Anh ta có hai khẩu súng lục với những con mắt trắng và đen, 1960), kịch
- Chi ruba un piede è fortunato in amore (Người giành được một chân là may mắn trong tình yêu, 1961), kịch
- L'operaio conosce 300 parole il padrone 1000 per queato lui e il padrone (Người làm biết 300 chữ, ông chủ biết 1000, đó là lý do tại sao ông ta là ông chủ, 1969), kịch
- Mistero buffo (Diệu pháp hề, 1969), kịch
- Morte accidentale di un anarchico (Cái chết bất bất ngờ của một người vô chính phủ, 1970), kịch
- Fedayin (1971), kịch
- Non si paga, non si paga! (Không trả tiền! Không trả tiền!, 1974), kịch